# Kubota Utsubo
Kubota Utsubo (japanisch 窪田 空穂, eigentlich Kubota Michiharu (窪田 通治); * 8. Juni 1877 in Wada, Landkreis Higashichikuma (heute: Matsumoto), Präfektur Nagano; † 12. April 1967) war ein japanischer Lyriker. Ein Sohn ist der Lyriker Kubota Shōichirō.

## Leben
Kubota Utsubo absolvierte die „Tōkyō semmon gakkō“ (東京専門学校), die Vorläufereinrichtung der Waseda-Universität, an der er später selbst unterrichtete. Er wurde ein frühes Mitglied der Shinshisha (新詩社) – etwa „Gesellschaft für neue Gedichte“, einer von Yosano Tekkan gegründeten Vereinigung.
Kubota arbeitete über die japanische Waka-Dichtung und veröffentlichte 1964 das Buch Bashō no haiku über den Haiku-Dichter Matsuo Bashō. Selbst trat Kubota als Autor von Tankas im neuen Stil (Shintaishi) hervor, die er in mehreren Sammlungen (Tsuchi o nagamete, 1918; Kyonen no yuji, 1967; Chōsei-chū) veröffentlichte. 1911 erschienen Erzählungen unter dem Titel Rohen.